# Chaetomorpha antennina
Espèce
Chaetomorpha antennina est une espèce d'algues vertes marines de la famille des Cladophoraceae. Elle forme des touffes de filaments bien droits. Elle vit dans des eaux côtières sous climat tropical ou subtropical.